# Den store mission
Den store Mission var et tv-program tilrettelagt af Palle Strøm og Keld Reinicke og produceret af Jarowskij Danmark A/S, der gik ud på at frivillige deltagere skulle konkurrere om at vinde en tur i rummet – og dermed blive den første dansker i rummet. TV 2, som stod bag programmet, satte 5.000 billetter á 100,- til salg, som gav adgang til optagelsesprøverne. Deltagerne skulle være fyldt 18 år, være danske statsborgere og ikke lide af astma, diabetes, epilepsi eller hjertekarsygdomme.

## Den Store Mission(2000)
I de første ti programmer blev 500 deltagere sorteret ned til én pr. program. Værterne Puk Elgård og Claus Elgaard styrede slaget og Vigga Svensson var speaker. Et program var domineret af udklædte Star Trek-fans, et andet af piloter. Første program blev sendt fredag d. 6. oktober kl. 20:45.
Level 1 – Beslutsomhed: 500 deltagere fik et rumfartsrelateret spørgsmål og havde tre svarmuligheder. Svarene manifesterede sig som tre porte, som deltagerne kunne vælge. De deltagere der gik igennem den korrekte port, fik et nyt spørgsmål, de andre var definitivt ude af konkurrencen. Dette fortsatte til der var under 50 deltagere tilbage.
Et eksempel på spørgsmål og svar: "Hvorfor er man vægtløs i kredsløb om Jorden?" – 1)"Man er udenfor atmosfæren!" – 2)"Der er ingen tyngdekraft derude!" – 3)"Man er i frit fald!". (tre er rigtigt)
Level 2 – Fysik: Deltagerne skulle gennemføre en rumfartsrelateret forhindringsbane med moonwalksimulator, balancebom i 7 m højde, roterende gulv med nærgående industrirobotter og flyslidske. I teorien skulle de fem hurtigste mænd og fem hurtigste kvinder gå videre til level 3, men i praksis gik næsten alle de kvinder der gennemførte banen videre, sammen med de hurtigste mænd (10 i alt). Hanne Madelung Jørgensen var den eneste kvinde tilbage i sit program.
Level 3 – Samarbejde: De ti deltagere blev opdelt i blåt og orange hold. Hvert hold skulle, ud fra en kryptisk oplysning, sammenligne hinandens stærke og svage sider og ud fra det finde en rækkefølge fra 1 – 5 blandt holdet. En større hestesprøjte blev præsenteret og holdet udvalgte dernæst, hvem der skulle stikke hvem i låret med saltvand fra en mindre sprøjte. De resterende duellerede individuelt med det andet hold; de laveste numre mod hinanden. Duellerne varierede fra program til program og var memory-spil, konkurrence i at holde vejret eller hovedregning. Holdet der vandt flest dueller gik videre til level 4. Da Christian Svennevigs kolleger havde vundet to dueller, skulle han ikke duellere. 
Level 4 – Mental styrke: De fem kandidater sad i en slags katapultsæder i en rundkreds og så korte rumfartsrelaterede filmklip. Bagefter blev der stillet spørgsmål om filmklippet og den der først svarede rigtigt, kunne tage liv fra de andre. Hver kandidat begyndte med tre liv og ved forkert svar mistede kandidaten et liv. Carsten Marquart havde fortalt sit hold om sin interesse for rumfart og derfor slog de fire andre sig sammen om at stemme ham ud; så han havde en nervepirrende runde. Omvendt tog mændene på Hanne Madelungs hold liv fra hinanden. Da den sidste mand 'dræbte' sig selv med et forkert svar, vandt hun uden at have taget ét eneste liv.

### Finalisterne
| Progr. | Navn                     | Alder | Stilling                  | Level 1 fremmøde | Level 2 tid  | Level 3 hold/nr. | Level 3 opgave | Level 4 korr./fork. |
| ------ | ------------------------ | ----- | ------------------------- | ---------------- | ------------ | ---------------- | -------------- | ------------------- |
| 1      | Óðni Guðmundsson         | 25    | datamatikstuderende       | 347              | 29 sek       | orange 4         | duel           | 1-1                 |
| 2      | Kristina Bénée Olsen     | 33    | civiløkonom               | 350              | 59 sek       | orange 1         | kanyle         | 1-0                 |
| 3      | Kaja Lenz                | 36    | civilingeniør             | 318              | 1 min 12 sek | blå 2            | n/a            | 2-0                 |
| 4      | Hanne Madelung Jørgensen | 38    | sygeplejerske på intensiv | 332              | 1 min 25 sek | orange 2         | duel           | 0-0                 |
| 5      | Ole Presskorn            | 25    | IT-projektleder           | 378              | 31 sek       | orange 1         | duel           | 4-0                 |
| 6      | Camilla Burin Winkel     | 25    | salgsassistent            | 284              | 49 sek       | blå 4            | n/a            | 5-1                 |
| 7      | Carsten Marquart         | 22    | ingeniørstuderende        | 375              | 33 sek       | blå 1            | duel           | 7-1                 |
| 8      | Carsten Rosenberg        | 33    | maskinarbejder/smed       | 260              | 29 sek       | orange 3         | kanyle         | 6-0                 |
| 9      | Jacob Linvald            | 27    | jurastuderende            | 294              | 31 sek       | orange 4         | n/a            | 2-1                 |
| 10     | Christian Svennevig      | 20    | specialarbejder           | 331              | 24 sek       | orange 5         | n/a            | 5-0                 |

1. ↑  Trivia: Kristina Olsen var ansat hos sponsoren NCC og kunne dagen efter ses i en NCC-reklame med rumdragt på.
2. ↑  Etteren John Ørsted Meyer havde skruer i benet og blev nægtet adgang af de amerikanske sundhedsmyndigheder, så toeren; Kaja Lenz, kom til finalen i USA.

## Den Store Mission i USA (2001)
De ti finalister tog til USA for at blive testet som astronauter. De blev mødt af specialister på mange forskellige områder og evalueret af en 11 mand stor jury. Juryen bestod bl.a. af Jim Levis fra NASA og B.S. Christiansen. Det første af de ti programmer blev sendt tirsdag d. 17. april 2001. 

### Huntsville Alabama Space Academy
Ved siden af NASAs Marshall Space Flight Center, Huntsville, Alabama, ligger det private Huntsville Alabama Space Academy, som er en Space Camp hvor børn, unge og voksne kan udleve deres astronautdrømme. De ti finalister blev inddelt i to hold; blåt og orange og den første dag skulle de på en simuleret rumvandring. Ophængt i en 5 degrees-of-freedom motion simulator bevægede de sig langs en høj gittervæg, hvorfra de indsamlede forskellige ting på tid. De fem bevægelsesgrader var; op-ned, frem-tilbage, sidelæns, yaw og pitch. Finalisterne fik individuelle point og kun den bedste i hvert program fik fem point.
Det andet program gik med at finalisterne enkeltvis, med dykkermaske og lungeautomat, kravlede ned i en otte meter dyb vandtank. Dernede skulle der samles en dummy af en parabol monteret på en modelsatellit. Maskinarbejderen Carsten Rosenberg tabte ingen skruer og fik toppoint. Christian Svennevig derimod knækkede flere rør og fik til evalueringen at vide at havde det været i virkeligheden, ville han have smadret for millioner. Kaja Lenz havde forstoppelse i mellemøret og fik dykkerforbud.
I det tredje program fløj finalisterne en simuleret rumfærgemission i en model i fuld størrelse. Orange og blåt hold fløj hver for sig og holdene fandt selv ud af rollerne: kaptajn, 2. pilot, kranfører og to på rumvandring. Tykke manualer blev læst igennem, men det forhindrede ikke at begge hold overskred tidsplanen. Det bedste hold fik bonuspoint og alle fik individuelle point – f.eks. Óðni Guðmundsson knuste nogle solceller med kranen og fik kun to point.
De fire finalister med færrest point, blev sendt tilbage til Danmark. Da der var tre finalister med 9 point, vurderede juryen at Kaja Lenz' dykkerforbud var et uforskyldt handicap. 
| Navn                     | Hold   | 5-degree | Vandtank | Rumfærge simulator | Akk. point |
| ------------------------ | ------ | -------- | -------- | ------------------ | ---------- |
| Óðni Guðmundsson         | orange | 4        | 4        | 2                  | 10         |
| Kristina Bénée Olsen     | orange | 3        | 3        | 3                  | 9          |
| Ole Presskorn            | orange | 5        | 4        | 4                  | 13         |
| Carsten Rosenberg        | orange | 2        | 5$       | 2                  | 9          |
| Camilla Burin Winkel     | orange | 2        | 2        | 3                  | 7          |
| Hanne Madelung Jørgensen | blå    | 3        | 3        | 4+1                | 11         |
| Kaja Lenz                | blå    | 4        | 0        | 4+1                | 9          |
| Jacob Linvald            | blå    | 3        | 3        | 3+1                | 10         |
| Carsten Marquart         | blå    | 3        | 2        | 5+1                | 11         |
| Christian Svennevig      | blå    | 2        | 1        | 3+1                | 7          |

1. 1 2 3 4  Hjemsendt efter 3. program
2. 1 2  Toppræstation

### Florida
De "overlevende" finalister tog til Florida og i nærheden af Cape Canaveral (Titusville) blev de i 4.115 meters højde nedkastet i et tandemfaldskærmsspring. Under det frie fald med ca. 200 km/t skulle de først give et tegn, når de mente at der var gået ti sekunder, for at teste tidsfornemmelsen i en ekstrem situation, og derefter udføre nogle manøvrer og inden 1.829 m udløse skærmen.

I Kissimmee fløj de sammen med erfarne piloter fra Air Combat USA i nogle manøvredygtige SIAI-Marchetti SF.260 sportsfly (propel). Her skulle finalisterne modstå g-kræfter og multitaske. Det kulminerede med luftdueller; mand-mod-mand og kvinde-mod-kvinde, hvor en laserstråle udløste en røggenerator på det "nedskudte" fly – og et bonuspoint. Jacob Linvald fik toppoint og blev sammenlignet med en Blue Angel, som er US Navys flyopvisningshold. De to førende Carsten og Ole mødtes i en intens duel, som Ole dog trak sig ud af med 3-0.
Nær Jacksonville ligger det militære øvelsesterræn Camp Blanding. Her skulle finalisterne navigere efter satellit (GPS) i junglen og undgå slanger og andet kryb. Undervejs var der forskellige poster med opgaver. En af opgaverne var, at nogle planetmodeller skulle lægges i den rigtige rækkefølge. Næste dag skulle finalisterne, iført en slags rumdragt, svømme 75 m og træde vande i 10 min. Alle optjente ét point for det og bagefter var der holdkonkurrence med redning af kammerater i vandet.
| Navn                     | Hold   | Skydive | Dogfight | Jungle | Flåde | Akk. point |
| ------------------------ | ------ | ------- | -------- | ------ | ----- | ---------- |
| Óðni Guðmundsson         | orange | 3       | 2        | 3      | 1+3+1 | 23         |
| Hanne Madelung Jørgensen | orange | 1       | 1        | 3      | 1+3+1 | 21         |
| Ole Presskorn            | orange | 4       | 4+1      | 4      | 1+4+1 | 32         |
| Kaja Lenz                | blå    | 3       | 4+1      | 2      | 1+4   | 24         |
| Jacob Linvald            | blå    | 3       | 5+1      | 4      | 1+3   | 27         |
| Carsten Marquart         | blå    | 5       | 4        | 5      | 1+2   | 28         |

1. 1 2  Hjemsendt efter 7. program
2. 1 2 3  Toppræstation

### Jules Undersea Lodge
Jules Undersea Lodge er et undervandshotel på ni meters dybde i en lille lagune i Key Largo, i det sydligste Florida. De fire finalister overnattede dernede og fordelt på to hold dirigerede den ene person (indenfor) den anden ude i det grumsede, mørke vand. Det var en simuleret konstruktionsopgave. Der var en del kommunikationsproblemer og ingen fik topkarakterer.
Efter at have set spillefilmen Apollo 13 i dybet blev de enkeltvis alarmeret og skulle svømme hen til et simuleret laboratorie-modul. Indenfor var der stressende alarmer og finalisterne skulle reparere grejet. 
| Navn             | Hold   | Undervands laboratorium | Houston, we have a problem! | Akk. point |
| ---------------- | ------ | ----------------------- | --------------------------- | ---------- |
| Kaja Lenz        | orange | 4+1                     | 4                           | 33         |
| Ole Presskorn    | orange | 3+1                     | 4                           | 40         |
| Jacob Linvald    | blå    | 2                       | 3                           | 32         |
| Carsten Marquart | blå    | 3                       | 5                           | 36         |

1. 1 2  Hjemsendt efter 9. program
2. ↑  Toppræstation

Efter de mange prøver i løbet af de ti programmer tegnede der sig en vinder; Ole Presskorn med 40 point. I det sidste program blev de to finalister udspurgt af Apollo 14-astronauten Ed Mitchell og da Ole Presskorn ikke viste sig at være specielt interesseret i rumfart, blev Carsten Marquart, med næstflest point, udråbt til vinder af juryen. Bagefter udtalte Ole Presskorn meget jordnært: "Jeg har fået mange oplevelser for mine 100 kroner!".

## Efterspil
Programmet fik højst 938.000 seere pr. udsendelse og blev da nummer 5 på top 10-listen som det bedste. De første ti programmer fra Danmark gentog sig selv og bestod af ukendte mennesker[kilde mangler]. Den Store Mission fik et dårligt ry[kilde mangler] og de sidste ti programmer fra USA blev sendt tirsdag aften. Havde man kogt de første ti programmer ned til ét potpourri og sendt programmerne fra USA i prime time ville det have haft bedre chancer[kilde mangler]. Det gjorde man i Norge, hvor programmet hed Astronautene (2002). 
Carsten er imidlertid aldrig kommet ud i rummet, da det private amerikanske firma som TV2 har tegnet kontrakt med, Space Adventures, endnu ikke har færdigudviklet Space Cruiser der skal sende Carsten af sted.
Da det ikke lykkedes for Space Adventures at gennemføre turen inden d. 31. december 2005, frigjorde TV2 sig fra sine forpligtelser over for Carsten Marquart ved at udbetale ham et beløb på 98.000 dollars d. 8. august 2006. 
Hvis det mod forventning lykkes for Space Adventures at udvikle rumfartøjet, kan Carsten selv købe en 90-minutters rumtur med ca. 10 min. i vægtløshed.
Virgin Galactic ville fra 2009 opsende turister i parabolbaner til over 100 km højde i SpaceShipTwo, til en billetpris på 200.000 $ men projektet blev forsinket mange gange og selskabet havde i 2012 stadig ikke opsendt et rumskib med betalende gæster. Den 2. september 2015 blev Andreas Mogensen den første dansker i rummet.
Med sin uddannelse som civilingeniør og sit flyvecertifikat er muligheden for, at han bliver en rigtig astronaut nærliggende, om ikke andet, så i NASA som emigrant. Carsten var i 2006 under uddannelse som jagerpilot i Flyvevåbnet.
TV2 Zulu sendte i 2008 et program, ZHitparaden. I programmet der blev sendt den 18. nov. 2008 med undertitlen "Det er en OM'er", kårede de Danmarks 13 største OM'ere. 6. pladsen gik til Den Store Mission.
Kun overgået af: Jeppe Nybroes "Snyd med reportage fra Irak", David Owes "Cd-udgivelse", Morten Messerschmidts ”Nazisang i Grøften”, Line Baun Danielsens ”Er det en abe” og på 1. pladsen ”Fodbold-tossen” der løb ind på banen i Parken og slog ud efter dommeren i landskampen mod Sverige.

## Kuriositet
- Blåt holds overalls bruges af hovedpersonerne i Martin og Ketil verden for begyndere.
- Christian Svennevig var en af initiativtagerne til det alternative kulturhus Bolsjefabrikken, beliggende i den nedlagte "Nørregade Bolsjer" i København[4].